# Шайр
Шайр (английский тяжеловоз) — британская порода лошадей-тяжеловозов.
Лошади этой породы отличаются высоким ростом (165—185 см в холке, иногда до 219).
Шайры в разное время ставили мировые рекорды как самые большие лошади и как самые высокие лошади. Название происходит от английского «шир» — графство. Большой известностью и распространением пользуется порода шайр-горс или кэрт-горс, происшедшая от местных кобыл и голландских жеребцов. Несмотря на своё древнее происхождение, она в массе не совсем однородна. Тип её сильно изменчив — от лошади необычайного размера и веса, годных только для езды шагом, до крупных и складных, пригодных уже и в плуг, и в воз. Масть разнообразная; характерны лысина на голове и белые чулки, чаще на одних задних ногах. Обычно вороная, гнедая, серая и также пегая. Все части тела развиты пропорционально; весьма важной статьёй являются широкая грудь, спина и такой же крестец. Подобно суффолкам, хорошо питаются и прочно держат тело. Некоторые недостатки породы: сырость, сильная фризистость и не всегда достаточная приземистость — вероятно, скоро исчезнут, так как экземпляры, обладающие этими пороками, расцениваются значительно ниже. Скрещивание шайров с кобылами кровных пород очень распространено в Англии и дает пригодных племенных упряжных лошадей.
Допустимы все сплошные масти. Считается самой высокой лошадью в мире. Рекордсменом стал мерин по кличке Сэмпсон (Sampson), его рост в холке 2,2 метра, вес 1520 кг. Конь родился в 1846 году в Тоддингтон Миллс, Бедфордшир, Англия. Сэмпсон, принадлежал г-ну Томасу Кливеру.

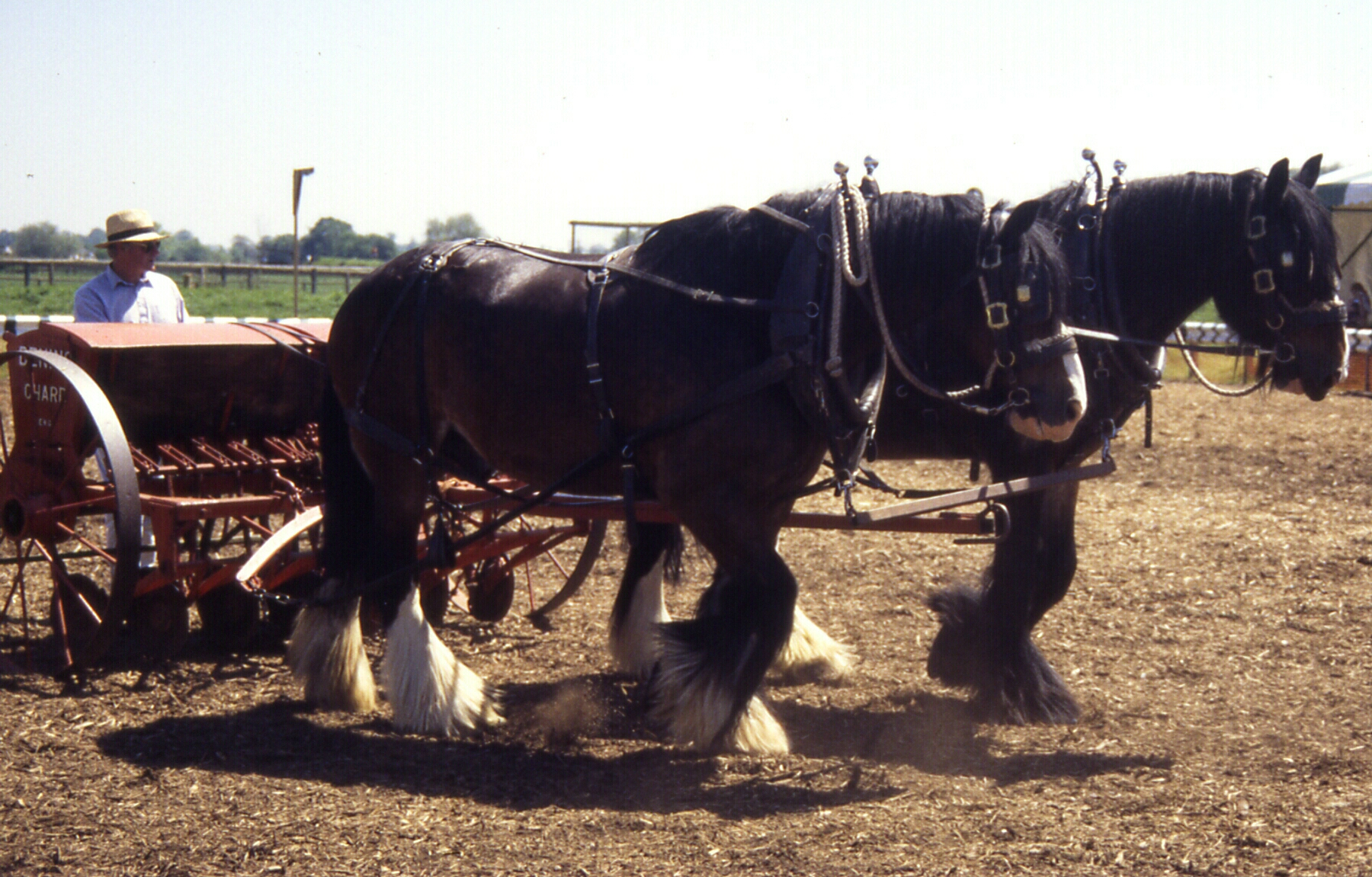
Шайры

Бывают весом от 1000 до 1800 кг. Очень сильная порода, одна лошадь может сдвинуть с места и тянуть самолёт весом 2-3 тонны.

## История
Порода шайр была основана в середине XVIII века, хотя её происхождение намного старше. Общество породы было сформировано в 1876 году, а в 1878 году была выпущена первая племенная книга. В конце XIX и начале XX веков было большое количество шайров, и многие были экспортированы в Соединенные Штаты. С прогрессирующей механизацией сельского хозяйства и транспорта потребность в тяжеловозах быстро уменьшилась, и к 1960-м годам их число сократилось с миллиона или более до нескольких тысяч. Численность снова начала расти с 1970-х годов, но Фондом выживания редких пород по-прежнему считается, что эта порода находится в опасности.
За пределами Соединенного Королевства в Австралии, Канаде и Соединенных Штатах существуют племенные общества и племенные книги.
Хотя волы использовались для большинства сельскохозяйственных работ в XVIII веке, лошади, пригодные для перевозки, плуга или колесницы, продавались на Смитфилдском рынке в Лондоне ещё в 1145 году. Английская Великая лошадь ценилась во время правления Генриха VIII, когда жеребцы размером менее «пятнадцати горстей» не могли быть сохранены, но возрастающая роль пороха положила конец использованию тяжелых лошадей в бою. Кавалерия Оливера Кромвеля предпочитала более легких и быстрых скакунов, и вместо этого для тяжёлой работы стали использовать больших лошадей. В течение XVI века голландские инженеры привезли с собой фризских лошадей, когда они приехали в Англию, чтобы осушить болота, и эти лошади, вероятно, оказали значительное влияние на то, что стало породой шайр.
От этой средневековой лошади в XVII веке появилось животное, называемое древнеанглийской Чёрной лошадью. Чёрная лошадь была улучшена последователями Роберта Бэйквелла из Дишли Грэйндж в Лестершире, в результате чего появилась лошадь, которую иногда называют «Бэйквелл Блэк». Бейквелл импортировала шесть кобыл из Голландии или Фландрии, что примечательно тем, что заводчики имели тенденцию концентрироваться на улучшении мужской линии. Разработаны два разных типа черных лошадей: тип Фен или Линкольншир и тип Лестер или Мидлендс. Тип Фен имел тенденцию быть больше, с большими костями и густой шерстью, в то время как тип Мидлендс имел большую выносливость, будучи более тонким.

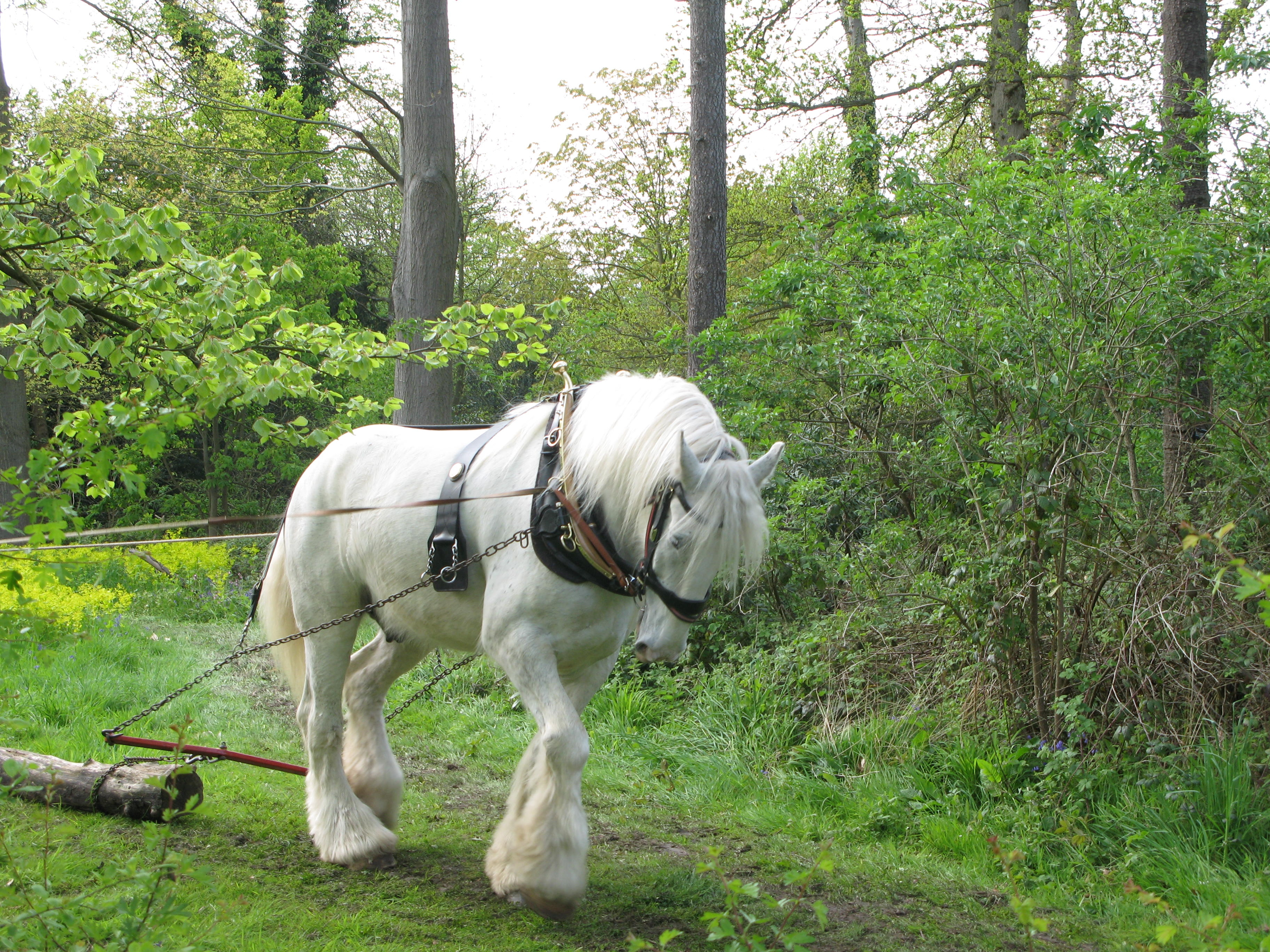
Серый шайр, работающий в сельском хозяйстве

Термин «Ширский конь» был впервые использован в середине XVII века, а неполные записи начинают появляться в конце XVIII века. «Слепая лошадь Пакингтона» из Лестершира — одна из самых известных лошадей той эпохи, прямые потомки которых были записаны с 1770 по 1832 год. Эту лошадь обычно называют фундаментальным жеребцом породы шайр, и он стоял на конюшне с 1755 по 1770 год. В течение XIX века шайры широко использовались в качестве упряжной для перевозки товаров из доков через города и деревни. Неровные дороги создали потребность в больших лошадях с обширной мускулатурой.
В 1878 году было сформировано Английское общество упряжных лошадей, а в 1884 году оно изменило название на Общество лошадей шайр. Общество опубликовало племенную книгу, первое издание которой в 1878 году содержало 2381 жеребца и записи, относящиеся к 1770 году. В период с 1901 по 1914 год в обществе ежегодно регистрировалось 5000 шайров.
Первые шайры были импортированы в Соединённые Штаты в 1853 году, а позже, в 1880-х было импортировано большее количество лошадей. Американская ассоциация лошади шайр была основана в 1885 году для регистрации и продвижения породы. Вскоре шайр стал популярным в Соединенных Штатах, и в период с 1900 по 1918 год было импортировано почти 4000 шайров. Приблизительно 6700 шайров были зарегистрированы в американской ассоциации в период с 1909 по 1911 год.
Во время Второй мировой войны усиление механизации и строгие правила закупки корма для скота сократили потребность и способность содержать тягловых лошадей. Тысячи шайров были убиты, а несколько крупных племенных заводов закрыты. Численность породы упала до самой низкой точки в 1950-х и 1960-х годах, и в 1955 году на ежегодной Британской весенней выставке было показано менее 100 лошадей.
В 1970-х порода начала возрождаться за счет повышенного общественного интереса. Породные общества были созданы в Соединенных Штатах, Канаде, Нидерландах, Франции и Германии, а в 1996 году в Питерборо состоялся первый Всемирный конгресс лошади шайр. Первое искусственное оплодотворение в породе замороженной спермой было у нескольких австралийских кобыл в 1997 году.
Между 1920-ми и 1930-ми годами и сегодня шайр изменился по своей форме. Клейдесдаль использовался для скрещивания в 1950-х и 1960-х годах, что изменило сложение шайра и наиболее заметно изменило опушение на голени от грубых волос к более шелковистым.
На пике своего населения шайры насчитывали более миллиона особей. В 1950-х и 1960-х годах это число сократилось до нескольких тысяч. В Соединенных Штатах численность шайров значительно сократилась в начале XX века и продолжала сокращаться в 1940-х и 1950-х годах. С 1950 по 1959 год в США было зарегистрировано только 25 лошадей. Однако численность начала расти, и к 1985 году в США была зарегистрирована 121 лошадь.
Национальное весеннее шоу шайров по-прежнему проводится ежегодно и является крупнейшим шоу породы шайр в Великобритании. В настоящее время Американская служба охраны поголовья скота считает, что популяция шайра находится на «критическом» уровне, что означает, что оценочная глобальная популяция породы составляет менее 2000 голов, и в США ежегодно производится менее 200 регистраций. Британский фонд по выживанию редких пород считает, что порода находится «в опасности», что означает, что численность популяции, по их оценкам, составляет менее 1500. Equus Survival Trust считает, что порода является «уязвимой», что означает, что на сегодняшний день существует от 500 до 1500 активных взрослых племенных кобыл.

## Характеристики породы
Жеребцы шайров могут быть вороными, гнедыми или серыми. Они не бывают чалыми и не имеют большого количества белых пятен. Кобылы и мерины могут быть вороными, гнедыми, серыми или чалыми. В Великобритании жеребцы не могут быть гнедыми, но масть разрешена ассоциацией США.
Средняя высота в холке взрослых жеребцов составляет около 178 см, минимум 173 см; мерин должен быть не менее 168 см, а кобылы — не менее 163 см. Вес колеблется от 850 до 1100 кг для меринов и жеребцов, без установленных стандартов для кобыл.
Голова шайра длинная и стройная, с большими глазами, посаженная на шее, слегка изогнутая и длинная пропорционально телу. Плечо глубокое и широкое, грудь широкая, спина мускулистая и короткая, задние конечности длинные и широкие. «Щётки» на ногах не должны быть слишком длинными, а волос должны быть тонкими, прямыми и шелковистыми.
Шайр известен своим спокойным характером. Было установлено, что шайры подвержены риску хронической прогрессирующей лимфедемы, хронического прогрессирующего заболевания, которое включает симптомы прогрессирующего отека, гиперкератоза и фиброза дистальных конечностей. Эта болезнь похожа на хроническую лимфедему у людей.
Шайр обладает огромной способностью тянуть вес. В 1924 году на британской выставке пара лошадей, по оценкам, вытащила стартовую нагрузку, равную 45 тоннам, хотя точное число не могло быть определено, поскольку их тяга превышала максимальное значение на динамометре. Работая на скользком покрытии, та же пара лошадей вытащила 16,5 тонн на более поздней выставке.
Вероятно, самой крупной лошадью в истории человечества был шайр по имени Мамонт (также известный как Сэмпсон), родившийся в 1848 году. Он имел высоту 219 см, а его максимальный вес оценивался в 1524 килограмма. В то время ещё не существовало книги рекордов Гиннеса, поэтому достижение не оформили документально. Мерин шайр по имени Голиаф высотой в 193 см стал рекордсменом Книгой рекордов Гиннеса как самая высокая лошадь, вплоть до своей смерти 3 июля 2014 года на ранчо Приферт в Монтане.

## Использование
Шайр обладает большой способностью тянуть вес; он использовался для сельскохозяйственных работ, для буксировки барж в то время, когда система каналов была основным средством транспортировки товаров, и в качестве телеги для автомобильного транспорта. Одно из традиционных применений заключалось в том, чтобы тянуть телеги из пивоварни, доставляющие пиво, а некоторые до сих пор используются таким образом; другие используются для лесного хозяйства, для верховой езды и для рекламы.